# Brunstsynchronisation
Als Brunstsynchronisation bezeichnet man die Auslösung eines gleichzeitigen Eintritts des Follikelsprungs bei allen weiblichen Tieren eines Tierbestands. Die Brunstsynchronisation erfolgt durch die Verabreichung von Hormonen nach einem bestimmten Schema. Vorteil der Brunstsynchronisation ist die bessere Planbarkeit von Besamung und Geburtsüberwachung sowie eine verbesserte Hygiene. Dadurch, dass alle Tiere in einem engen Zeitintervall werfen und die Jungtiere demzufolge ihre Aufzuchtphase gleichzeitig beenden, kann der komplette Stall geleert, desinfiziert und neu belegt werden („Alles-Rein-Alles-Raus-Prinzip“). Das gilt auch für alle folgenden Produktionsstufen. Die Brunstsynchronisation spielt insbesondere in der Schweinezucht, in geringerem Ausmaß in der Rinder-, Schaf- und Ziegenzucht eine Rolle.
Zur Brunstsynchronisation werden Gestagene, Prostaglandin F2α und GnRH-Analoga eingesetzt. Durch Gestagene wird die Gelbkörper-Phase des Sexualzyklus je nach Zyklusphase des Einzeltiers künstlich erzeugt oder verlängert. Durch das GnRH-Analogon wird der Zyklusstart ausgelöst und die Zahl ovulierender Follikel erhöht. Prostaglandin F2α wirkt luteolytisch (Gelbkörper-auflösend) und kann bei zweimaliger Injektion ebenfalls zum Zyklusstart eingesetzt werden. In die Kritik geriet die Brunstsynchronisation vor allem deshalb, weil als GnRH-Analogon vor allem Pregnant Mare Serum Gonadotropin (PMSG) verwendet wurde, welches häufig unter tierschutzwidrigen Bedingungen von Pferden gewonnen wird. In jüngerer Zeit wurden deshalb alternative Wirkstoffe getestet, wie die synthetisch hergestellten Substanzen Peforelin und Buserelin.